# Spanyol férfi jégkorong-válogatott
A spanyol férfi jégkorong-válogatott Spanyolország nemzeti csapata, amelyet az Spanyol Királyi Jeges Sportok Szövetsége (spanyolul: Selección de hockey sobre hielo de España) irányít. 1923-ban játszották az első hivatalos mérkőzésüket, de csak később 1977-ben csatlakoztak a nemzetközi mezőnyhöz, amikor részt vettek az 1977-es jégkorong-világbajnokságon, ahol a 22. helyen végeztek. Mai napig ez a legjobb eredményük a világbajnokságon.  
A spanyol válogatott jelenleg a divízió I-ben szerepel.

## Eredmények

### Világbajnokság
1920 és 1968 között a téli olimpia minősült az az évi világbajnokságnak is.
- 1920-1976 – Nem vett részt
- 1977 – 22. hely (5. a C csoportban)
- 1978 – 23. hely (7. a C csoportban)
- 1979 – 24. hely (6. a C csoportban)
- 1981 – Nem vett részt
- 1982 – 23. hely (7. a C csoportban)
- 1983 – 23. hely (7. a C csoportban)
- 1985 – 24. hely (8. a C csoportban)
- 1986 – 24. hely (8. a C csoportban)
- 1987 – Nem vett részt
- 1989 – 28. hely (4. a D csoportban)
- 1990 – 28. hely (4. a D csoportban)
- 1991 – Nem vett részt
- 1992 – 27. hely (1. a C2 csoportban)
- 1993 – 29. hely (5. a C csoportban)
- 1994 – 29. hely (2. a C2 csoportban)
- 1995 – 32. hely (3. a C2 csoportban)
- 1996 – 31. hely (3. a D csoportban)
- 1997 – 31. hely (3. a D csoportban)
- 1998 – 32. hely (8. a C csoportban)
- 1999 – 33. hely (1. a D csoportban)
- 2000 – 31. hely (7. a C csoportban)
- 2001 – 31. hely (2. a Divízió II A csoportban)
- 2002 – 33. hely (3. a Divízió II B csoportban)
- 2003 – 33. hely (3. a Divízió II A csoportban)
- 2004 – 35. hely (4. a Divízió II A csoportban)
- 2005 – 37. hely (5. a Divízió II B csoportban)
- 2006 – 37. hely (5. a Divízió II A csoportban)
- 2007 – 34. hely (3. a Divízió II A csoportban)
- 2008 – 34. hely (3. a Divízió II B csoportban)
- 2009 – 33. hely (3. a Divízió II B csoportban)
- 2010 – 30. hely (1. a Divízió II A csoportban)
- 2011 – 26. hely (5. a Divízió I A csoportban)
- 2012 – 30. hely (2. a Divízió II/A csoportban)
- 2013 – 34. hely (6. a Divízió II/A csoportban)
- 2014 – 35. hely (1. a Divízió II/B csoportban)
- 2015 – 32. hely (4. a Divízió II/A csoportban)
- 2016 – 30. hely (2. a Divízió II/A csoportban)
- 2017 – 34. hely (6. a Divízió II/A csoportban)
- 2018 – 35. hely (1. a Divízió II/B csoportban)
- 2019 – 32. hely (4. a Divízió II/A csoportban)
- 2020 – Törölve a Covid19-pandémia miatt[1]
- 2021 – Törölve a Covid19-pandémia miatt[2]
- 2022 – 30. hely (4. a Divízió II/A csoportban)
- 2023 – 29. hely (1. a Divízió II/A csoportban)
- 2024 – 27. hely (5. a Divízió I/B csoportban)